# Sphaerodoridium claparedeii
Sphaerodoridium claparedeii är en ringmaskart som först beskrevs av Richard Greeff 1866.  Sphaerodoridium claparedeii ingår i släktet Sphaerodoridium och familjen Sphaerodoridae. Inga underarter finns listade i Catalogue of Life.